# Uniforme de la selección de fútbol de Tailandia
Históricamente el uniforme de la selección de fútbol ha sido en color rojo, pero a partir del 2007 su uniforme titular cambió a uno totalmente amarillo en honor al cumpleaños 80 del Rey Bhumibol Adulyadej.
| Local 2002 |  | Visita 2002 |  | Local 2003-04 |  | Visita 2003-04 |

|  | Local 2005 |  | Visita 2005 |  | Local 2006-07 |  | Visita 2006-07 |

| Local Copa de Asia 2007 |  |  |  | Uniforme Amarillo 2007 |

|  | Local 2008-09 |  | Visita 2008-09 |  | Local 2010-11 |  | Visita 2010-11 |

| Local 2012-13 |  | Visita 2012-13 |